# Le gorille a bonne mine (album)
Le gorille a bonne mine est un album de bande dessinée, le onzième de la série Les Aventures de Spirou et Fantasio. Il contient deux aventures : Le gorille a bonne mine et Vacances sans histoires.

## Publication
Il faut noter que l'aventure Vacances sans histoires est la suite chronologique de l'aventure Le Voyageur du Mésozoïque (t. 13). À la suite de cette dernière, Fantasio avait entamé une grève dans le journal de Spirou (non repris en album, à l'exception de Les Archives de Lagaffe, tome 0 de la nouvelle série Gaston) aboutissant aux Vacances sans histoires.

## Personnages
- Spirou
- Fantasio
- Spip
- Le marsupilami
- Gaston Lagaffe (première apparition en album)
- Lebon (première apparition)
- Leblond (première apparition)
- Le docteur Zwart (première apparition)
- Ibn-Mah-Zoud (première apparition)
- Roulebille
- Seccotine

## Traductions
- Anglais (Inde) : The Gorilla gold adventure (2007), Euro Books.
- Portugais : O gorila (1976), Editora Arcádia.
- Suédois : Gorillan och guld-gruvan, Carlsen Comics.